# Königgrätzer Marsch
Königgrätzer Marsch (Armeemarsch II, 134 (Armeemarsch II, 195)) został skomponowany przez pruskiego muzyka wojskowego Johanna Gottfrieda Piefkego po zwycięstwie wojsk pruskich nad Austriakami pod miejscowością Königgrätz (Sadowa) 3 lipca 1866 roku. Zwycięstwo to dało Prusom dominującą pozycję w Związku Niemieckim i wreszcie również umożliwiło powstanie w 1871 roku Cesarstwa Niemieckiego.
Pierwsze zapiski marszu Piefke tworzył już na polu bitwy. Sechs-Achtel-Marsch opisuje bitwę w dwóch motywach. Pierwszy traktuje o nierozstrzygającej walce pomiędzy pierwszym pruskim kontyngentem oraz Austriakami, drugi motyw opisuje decydujące wydarzenie – przybycie pruskich posiłków. Jako trio dla Königgrätzer Marsch Piefke wykorzystał Hohenfriedberger Marsch, chcąc przypomnieć o zwycięstwach Fryderyka II Pruskiego nad Austriakami. Piefke stworzył również Königgrätzer mit anderem Trio (Heeresmarsch IIIB, 67), lecz opracowanie to jest już obecnie właściwie nieznane.
Königgrätzer Marsch jest zaliczany do nasłynniejszych i najbardziej znanych niemieckich marszów oraz grany często podczas uroczystości (w przeciwieństwie do Austrii, gdzie z oczywistych względów można go słyszeć bardzo rzadko).